# Harlekin és szerelmese
A Harlekin és szerelmese Fehér Imre 1967-ben bemutatott fekete-fehér játékfilmje. A forgatókönyvet Bertha Bulcsu Ilyen az egész életed... című novellája és 1964-ben azonos, Harlekin és szerelmese címmel megjelent novelláskötetének valamint más elbeszéléseinek felhasználásával írta meg (Hajók, emberek, nyár..., Lint gyermekkora, ...).
A filmben különös nosztalgiák, különös emberek, különös történetek füzére jelenik meg, néhol Bertha Bulcsusan valószínűtlen helyzetekkel, párbeszédekkel, bennfentesek precízkedő szakkifejezéseivel teletűzdelve.
A történet háttérében felmerülnek a második világháború baljós árnyaiː hogy még két alig különböző életkorú fiatalt is mennyire elválaszt, hogy vannak-e közvetlen emlékeik róla vagy sem. Mindez a kubai rakétaválság, az atomháború rémének felbukkanása korában.

## Szereplők
- Lint – Bujtor István
- Harlekin – Sáfár Anikó (hangja egyes jelenetekben: Pap Éva)
- Joe bácsi – Ajtay Andor
- Kozma – Görbe János
- Kozma felesége – Váradi Hédi
- Marianne – Dőry Virág
- Bede – Bárány Frigyes
- Lint régi szerelme – Pap Éva
- Erik – Szabó Ottó
- Erik felesége – Spányik Éva
- Gondnok – Bozóky István
- Fesser – Huszti Péter
- Idős nő az üdülőben – Péchy Blanka
- Ottó, a pincér – Deák B. Ferenc
- Horgász – Gyenge Árpád

További szereplők: Bilicsi Mária, Kamarás Gyula, Reinitz György, Szombathy Gyula, Koós Olga, Bakos Gyula, Beke Zoltán, Izsóf Vilmos, Bus Kati, Fonyó József, Kárpáthy Zoltán, Király Levente

## A történet
Lint, a fiatal pécsi porcelánfestő szerelmét vitorlázásra várja a siófoki kikötőben. De a lány késve érkezik, mert szülei válóperében kellett tanúskodnia. A Balaton közepén kihasználják a vihar előtti kellemes szélcsendet, de az orkán váratlanul és meglepő erővel csap le rájuk. Vitorlát kell bontaniuk. Mikor kicsit lecsillapodik a szél, és indulnának tovább, kiderül, hogy a horgony elakadt egy Balatonba zuhant német bombázó roncsaiban. Miközben a horgonyt próbálja kiszabadítani, a férfi lábát felsértik a roncs éles lemezei. Ráadásul alaposan megijeszti a roncsból kidőlő bomba is. De végül mégis sikerül baj nélkül partot érniük.
A közeli kikötő kocsmájában vacsoráznak, és megismerkednek a kocsmárosnéval, Rittnével, akinek súlyos beteg kislánya épp a pécsi klinikán fekszik. Lint vállalja, hogy beszél orvosával, Klauzál professzorral, aki távoli ismerőse a pécsi klinikán.
Közben előkerül a kikapós kocsmárosné részeges férje is, aki a világháborúban repülős volt a német hadseregben, és éppen bombázón szolgált bombakioldóként.
A kapcsolásra várva a kocsmárosné kikezd Linttel. A lány rajtakapja őket, és eltűnik. Lint a keresésére indul, és közben gyerekkori házuknál is megáll, amit az Albiflex nevű külker vállalat üdülőjében nemrég annak egyik bungalójává alakítottak.
Így lehet, hogy szándékosan vezette a férfi a vitorlást szülővárosa közelébe, mert a lány eredetileg Tihanyt szerette volna látni. De nem sokkal korábban a férfi gyerekkori barátja
mesélte, mi lett egykori házukkal.
Lint feladja a lány keresését és visszatér a hajóhoz. Meglepetésére ott találja a lányt sírdogálva. Végül sikerül megvigasztalni, megbékíteni szerelmét, így reggel együtt indulnak tovább.
Tihany felé.

## A forgatási helyszínek
- Mafilm műtermei
- Balaton és környéke

## Érdekességek
- Mint később kiderült, Bujtornak valóban nagy szenvedélye volt a vitorlázás.
- A Balatonba zuhant német bombázó motívuma megjelenik Bujtor 1982-es Csak semmi pánik című filmjében is.
- Sáfár Anikó később más filmekben is felfedte rejtett bájait. Ez a film első bemutatkozása ezen a téren.
- Az Albifex a filmben egy fiktív magyar külkereskedelmi vállalat neve. Érdekes módon ilyen néven működik egy olasz csúcstechnológiai cég.